# Walter Lucas

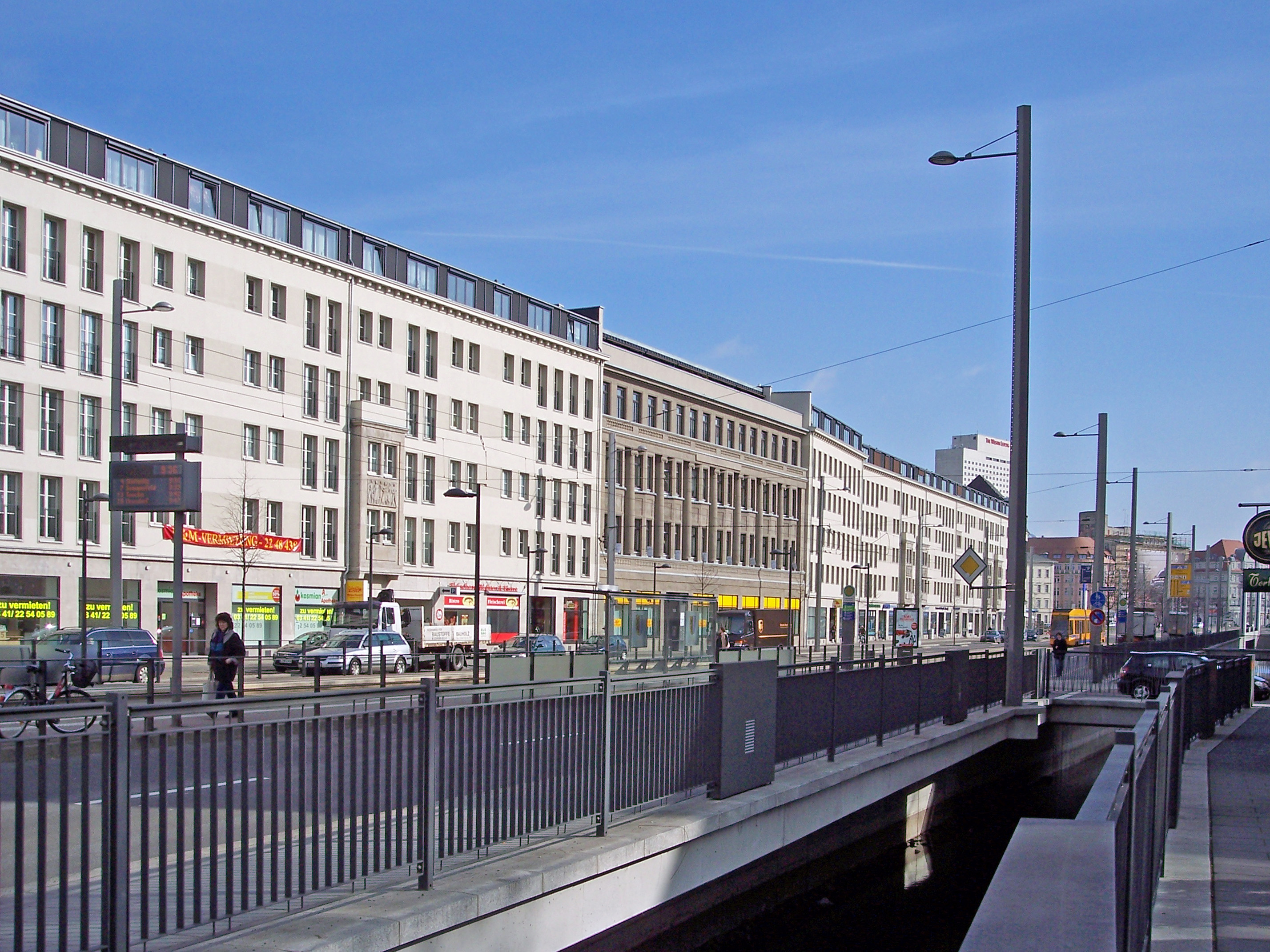
Wohnbauten Ranstädter Steinweg (Walter Lucas).

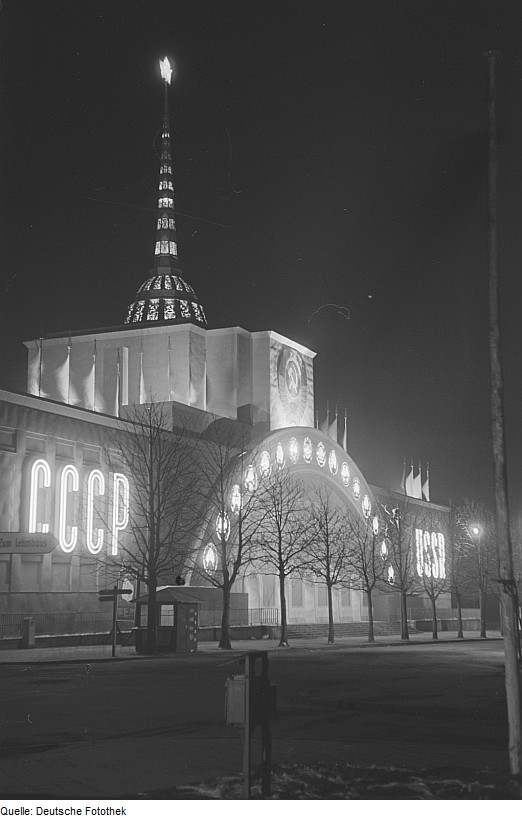
Sowjetischer Pavillon, Nachtansicht (1950 gestaltet v. Walter Lucas)

Walter Lucas (* 22. Juli 1902 in Dresden als Hermann Walter Lucaß; † 14. September 1968 in Leipzig) war ein deutscher Architekt. Von 1954 bis 1963 war er Chefarchitekt und Stadtbaudirektor der Stadt Leipzig.

## Leben
Lucas, Sohn des Schlachthofarbeiters Karl Hermann Lucaß, studierte nach dem Abitur am Kreuzgymnasium in Dresden an der TH Dresden von 1922 bis 1928 Architektur. Nach Ablegen des Diplomexamens „mit Auszeichnung“ war Lucas von 1929 bis 1930 bei der Kreishauptmannschaft Leipzig mit Planungsaufgaben, 1930 freier Mitarbeiter bei den Architekten Rösser und R.O. Koppe in Leipzig tätig. 1932 eröffnete er ein Architekturbüro in Leipzig.
Lucas trat 1928 in den nationalsozialistischen Studentenbund und zum 1. Juli desselben Jahres in die NSDAP ein (Mitgliedsnummer 93.647). und trug als Alter Kämpfer ab 1934 das goldene Parteiabzeichen. Wegen seiner frühen Parteimitgliedschaft erhielt er nach 1933 zahlreiche Aufträge. jedoch ist dies nicht eindeutig belegt. Während der Zeit des Nationalsozialismus war Lucas ehrenamtlicher Leiter des Gauheimstättenamtes in Sachsen und daher „im Dritten Reich einer der wichtigsten nationalsozialistischen Architekten in Sachsen“. Nach dem Zweiten Weltkrieg wurde Lucas von 1945 bis 1950 im Speziallager Nr. 4 in Bautzen interniert.
1950 ersuchte Lucas um eine Anstellung als Architekt im VEB Projektierung Sachsen und war mit Wohnungsbauprojekten in Leipzig und Umgebung beschäftigt. 1954 wurde er als Chefarchitekt der Stadt Leipzig berufen (1958 bei gleichem Aufgabengebiet in Stadtarchitekt umbenannt), 1961 als Stadtbaudirektor und Leiter des Stadtbauamtes in den kommunalen Dienst mit einem hochdotierten Einzelvertrag übernommen. Wegen seiner unklaren politischen Positionierung – Lucas beschäftigte 1960 in der ihm zugeordneten Verwaltung acht NS-Funktionäre bzw. -Parteimitglieder und fünf Wehrmachtsoffiziere – drängte die Leipziger SED wiederholt auf seine Entlassung, womit sie 1963 Erfolg hatte.
Lucas vertrat in seiner Zeit als Leipziger Chefarchitekt den Stil der Nationalen Bautradition, eine Haltung, die durch seine Erfahrungen vor 1945 gestützt wurde. Erst mit dem 1959 unter seiner Leitung erstellten „Perspektivplan für das Stadtzentrum“ wurde radikal mit dieser Ausrichtung gebrochen und eine durchgreifende Neugestaltung des Leipziger Stadtzentrums unter dem Blickwinkel des Industrialisierten Bauens vorgesehen. Diese Planung führte zum Abbruch zahlreicher historischer Bauten, unter anderem des Deutrichs Hofs, des Hôtel de Saxe, der Ruine des Gewandhauses und des Turms der Johanniskirche. Nach Wolfgang Hocquél habe Lucas sich dennoch „um den Wiederaufbau […] besondere Dienste“ erworben.
Walter Lucas war verheiratet mit Margarete geb. John verw. Domsch. Während seiner Tätigkeit als Chefarchitekt und Stadtbaudirektor schieb Lucas zahlreiche Beiträge für die lokale Presse (Leipziger Volkszeitung, Union) über das Baugeschehen in Leipzig. in zahlreichen Lichtbildervorträgen vertiefte er dies außerdem.

## Werke
- 1933–1936: zweigeschossige Reihenhaussiedlung in Kitzscher im Kreis Borna[8]
- 1934: Siedlung Mockau-Süd bei Leipzig[9]
- 1936: Typenbauten für die Frühjahrsmesse[10]
- 1935–1939: Siedlungen im Auftrag der Stadt Leipzig in Eutritzsch (1935–1936), Knauthain (1935– 1938), Dösen (1936–1937) und Meusdorf (1936–1939)[10]
- 1936–1940: Heimstättensiedlung Rötha bei Leipzig[10]
- 1936–1937: Vierjahresplansiedlung Zwenkau der BRABAG („Braunkohle-Benzin-Aktiengesellschaft Berlin“) / BEWOG[10]
- 1938: Haus aus Deutschen Wertstoffen, Leipziger Messe[11]
- 1938: HJ-Heim „Hermann-Göring“, Leipzig[10]
- 1938: Umbau der Tuchfabrik Heinrich Böttger, Leisnig
- 1943: Gefolgschaftssiedlung Borna[10]
- 1950–1951: Wohnkomplex Straße der III. Weltfestspiele (heute Ranstädter Steinweg; zusammen mit Heinz Auspurg) im Stil des Sozialistischen Neoklassizismus in „traditionsgebundene Formen“[8]
- 1950–1952: Umbau der kriegszerstörten Messe-Halle 9 zum „Sowjetischen Pavillon“[12]

## Publikationen
- Die Ideenwettbewerb Friedrich-Engels-Platz in Leipzig. In: Deutsche Architektur. Heft 9, 1955, S. 414–417.
- mit Walter Schulze: Neuzeitlicher Wohnungsbau. Eine empfehlende Bibliographie. Verlag für Buch- und Bibliothekswesen, Leipzig 1957.
- Städtebauliche Probleme der Stadt Leipzig. In: Heimatkundliche Blätter (Aus der Geschichte und Natur Sachsens). Heft 5, 1957, S. 385–397
- Der Aufbau des Stadtzentrums von Leipzig. 10 Jahre Aufbau im Stadtzentrum. In: Deutsche Architektur. Heft 9, 1960, S. 469–478.
- Wiederaufbau und Umgestaltung des Stadtzentrums. In: Deutsche Architektur. Sonderheft Leipzig, 1965